# Supertaça Portuguesa de Andebol Masculino
A Supertaça Portuguesa de Andebol é um troféu de andebol.
Nas suas primeiras edições era disputada pelo campeão do Campeonato Nacional e pelo vencedor da Taça de Portugal da época transata (ou pelo finalista vencido caso o vencedor da Taça de Portugal fosse o campeão nacional). 
Entre 2003 e 2008 a prova não se disputou devido ao diferendo entre a Federação Portuguesa de Andebol e a extinta Liga Portuguesa de Andebol. Após o fim do diferendo entre as duas instituições, a competição foi retomada em 2009, sendo disputada no final do ano civil pelas 4 ou 6 equipas mais bem classificadas do Campeonato Nacional da época transata.
De 2013 a 2019 a Supertaça foi disputada no início da época desportiva pelo campeão nacional e pelo vencedor da Taça de Portugal da época transata.
Desde 2021 que a Supertaça é disputada num formato de Final-four pelos quatro primeiros classificados do Campeonato Nacional da época transata.

## Edições

### De 1989 até 2002
As edições de 1989 até 2002 foram disputadas entre o Campeão Nacional e o vencedor da Taça de Portugal da época transata.
| Prova disputada em jogo único |                  |               |                  |                                |                                |                                |
| Ano                           | Campeão Nacional | Res.          | Vencedor da Taça | Local                          | Local                          | Local                          |
| 1989                          | SL Benfica       | 67 – 60       | Sporting CP      | 24 – 24                        | 19 – 19                        | 24 – 17                        |
| Prova disputada em jogo único |                  |               |                  |                                |                                |                                |
| Época                         | Campeão Nacional | Resultado     | Vencedor da Taça | Local                          | Local                          | Local                          |
| 1990                          | SL Benfica       | –             | ABC Braga        |                                |                                |                                |
| 1991                          | ABC Braga (2)    | –             | SL Benfica       |                                |                                |                                |
| 1992                          | ABC Braga (3)    | –             | Sporting CP      |                                |                                |                                |
| 1993                          | ABC Braga        | –             | SL Benfica (2)   |                                |                                |                                |
| 1994                          | CF Belenenses    | –             | FC Porto         |                                |                                |                                |
| 1995                          | ABC Braga (4)    | –             |                  |                                |                                |                                |
| 1996                          | não disputada    | não disputada | não disputada    |                                |                                |                                |
| 1997                          | ABC Braga        | –             | Sporting CP      |                                |                                |                                |
| 1998                          | ABC Braga (5)    | 28–18         | Sporting CP      |                                |                                |                                |
| 1999                          | FC Porto (2)     | –             | Madeira SAD      |                                |                                |                                |
| 2000                          | ABC Braga        | –             | FC Porto (3)     |                                |                                |                                |
| 2001                          | Sporting CP (2)  | 18 – 16       | FC Porto         | Pavilhão Municipal de Lagoa    | Pavilhão Municipal de Lagoa    | Pavilhão Municipal de Lagoa    |
| 2002                          | FC Porto (4)     | 31 – 28       | Águas Santas     | Pavilhão Municipal de Fânzeres | Pavilhão Municipal de Fânzeres | Pavilhão Municipal de Fânzeres |

Os vencedores da Supertaça encontram-se assinalados com destaque colorido.
Os clubes assinalados em itálico participaram na Supertaça como finalistas vencidos da Taça de Portugal, em virtude do Campeão Nacional ter feito a dobradinha (conquista do Campeonato e da Taça de Portugal na mesma época).

### De 2009 até 2012
As edições de 2009 até 2012 foram disputadas no final da época entre os seis ou quatro melhores classificados do Campeonato Nacional da época transata.
| Prova disputada em eliminatórias |                |               |               |
| Ano                              | Vencedor       | Resultado     | Finalista     |
| 2009                             | FC Porto (5)   | 29 – 28       | CF Belenenses |
| 2010                             | SL Benfica (3) | 28 – 20       | Águas Santas  |
| 2011                             | não disputada  | não disputada | não disputada |
| 2012                             | SL Benfica (4) | 29 – 26       | Sporting CP   |

### De 2013 a 2019
As edições de 2013 a 2019 foram disputadas no início da época entre o Campeão Nacional e o vencedor da Taça de Portugal da época transata.
| Prova disputada em jogo único |                  |         |                  |                                      |                                      |                                      |
| Ano                           | Campeão Nacional | Res.    | Vencedor da Taça | Local                                | Local                                | Local                                |
| 2013                          | FC Porto         | 32 – 33 | Sporting CP (3)  | Pavilhão Desportivo Cidade de Viseu  | Pavilhão Desportivo Cidade de Viseu  | Pavilhão Desportivo Cidade de Viseu  |
| 2014                          | FC Porto (6)     | 29 – 28 | Sporting CP      | Pavilhão de Águas Santas, Maia       | Pavilhão de Águas Santas, Maia       | Pavilhão de Águas Santas, Maia       |
| 2015                          | FC Porto         | 24 – 26 | ABC Braga (6)    | Pavilhão Municipal de Castelo Branco | Pavilhão Municipal de Castelo Branco | Pavilhão Municipal de Castelo Branco |
| 2016                          | ABC Braga        | 24 – 25 | SL Benfica (5)   | Pavilhão Antoine Velge, Setúbal      | Pavilhão Antoine Velge, Setúbal      | Pavilhão Antoine Velge, Setúbal      |
| 2017                          | Sporting CP      | 21 – 26 | ABC Braga (7)    | Pavilhão Municipal da Mêda, Guarda   | Pavilhão Municipal da Mêda, Guarda   | Pavilhão Municipal da Mêda, Guarda   |
| 2018                          | Sporting CP      | 24 – 29 | SL Benfica (6)   | Fórum Braga, Braga                   | Fórum Braga, Braga                   | Fórum Braga, Braga                   |
| 2019                          | FC Porto (7)     | 28 – 22 | Águas Santas     | Pavilhão Multiusos de Lamego, Lamego | Pavilhão Multiusos de Lamego, Lamego | Pavilhão Multiusos de Lamego, Lamego |

Os vencedores da Supertaça encontram-se assinalados com destaque colorido.
Os clubes assinalados em itálico participaram na Supertaça como finalistas vencidos da Taça de Portugal, em virtude do Campeão Nacional ter feito a dobradinha (conquista do Campeonato e da Taça de Portugal na mesma época).

### Desde 2021
A partir de 2021 a Supertaça é disputada em formato de final-four entre os quatro melhores classificados do Campeonato Nacional da época transata.
| Final-four |                 |                |             |
| Ano        | Vencedor        | Resultado      | Finalista   |
| 2021       | FC Porto (8)    | 34 – 29        | Sporting CP |
| 2022       | SL Benfica (7)  | 45 – 43 (pro.) | Sporting CP |
| 2023       | Sporting CP (4) | 38 – 34        | SL Benfica  |
| 2024       | Sporting CP (5) | 37 – 21        | SL Benfica  |

## Títulos por clube
| Clube         | Vit. | Anos                                           |
| ------------- | ---- | ---------------------------------------------- |
| FC Porto      | 8    | 1994, 1999, 2000, 2002, 2009, 2014, 2019, 2021 |
| SL Benfica    | 7    | 1989, 1993, 2010, 2012, 2016, 2018, 2022       |
| ABC de Braga  | 7    | 1990, 1991, 1992, 1995, 1998, 2015, 2017       |
| Sporting CP   | 5    | 1997, 2001, 2013, 2023, 2024                   |
| CF Belenenses | 1    | 1983                                           |